# Soucit se sebou
Soucit se sebou je rozšířením soucitu na sebe sama ve chvílích, kdy zažíváme nějaké trápení, selhání nebo si uvědomujeme nějaký svůj nedostatek. Podle Kristin Neffové, která definovala soucit se sebou v odborné psychologické literatuře, sestává ze tří hlavních složek – laskavosti k sobě, lidské sounáležitosti, a všímavosti.
- Laskavost k sobě: Soucítit se sebou znamená být k sobě vřelý a laskavý i ve chvílích, kdy se setkáváme s nějakou bolestí nebo s vlastními nedostatky. Takový postoj je opakem ignorování nebo zraňování se přehnanou sebekritikou.
- Lidská sounáležitost: Soucítění se sebou zahrnuje také pochopení, že trápení a osobní neúspěchy patří k obecné lidské zkušenosti, kterou sdílíme všichni.
- Všímavost: Soucit se sebou vyžaduje dále schopnost zaujímat vyvážený postoj k vlastním negativním emocím, takže pocity nejsou ani potlačovány ani zveličovány. Všímavost zaznamenává negativní myšlenky a emoce se zájmem a otevřeností. Je to receptivní, akceptující stav mysli, díky němuž pozorujeme vlastní myšlenky a pocity takové, jaké jsou, beze snahy je potlačit nebo se jim vyhnout.[2]